# MAIFI
A villamosenergia-elosztóhálózatok rendelkezésre állásának egyik minőségi mutatója a MAIFI, azaz a Momentary Average Interruption Frequency Index, vagyis a rendszerre jellemző pillanatnyi kiesési gyakoriság mutatója, mértékegysége: db/fogyasztószám/év. Azoknak a pillanatnyi kieséseknek a száma, melyeket a fogyasztó elszenved egy adott időtartam alatt. Az elosztóhálózat-üzemeltetők (DSO-k) különféle módokon határozhatják meg a pillanatnyi kieséseket, így például úgy, hogy csak az 1 percnél rövidebb időtartamú kieséseket veszik figyelembe, vagy úgy hogy a 3 percnél rövidebbek számítanak annak. Számítási módja a következő:
{\displaystyle {\mbox{MAIFI}}={\frac {\sum {N_{i}}}{\sum {N_{t}}}}}
Másképpen kifejezve,
{\displaystyle {\mbox{MAIFI}}={\frac {\mbox{pillanatnyi szolgáltatás kimaradások átlagos száma}}{\mbox{összes felhasználó}}}}
Az Amerikai Egyesült Államokban az IEEE 1366 szabvány írja le a mutatót és számítását, míg például Magyarországon a Magyar Energetikai és Közmű-szabályozási Hivatal (MEKH) határozataiban írja le a villamosenergia-ellátás megbízhatóság színvonalának mérőszámait. A MAIFI az A)6, azaz a rövid idejű villamos energia ellátás megszakadásának átlagos gyakorisága mérőszámnak felel meg, mely a 3 percnél rövidebb (pillanatnyi és átmeneti) szolgáltatás kimaradások átlagos számát jelenti az összes fogyasztóra (felhasználóra) vonatkoztatva. A mutató inkább az olyan jellegű kiesések (rövid idejű áramszünetek) kimutatására alkalmas, mint amilyenek például egy hagyományos izzó "hunyorgását", fényének "pislákolását" okozzák. A MAIFI monitorozott, de nem szankcionált mutató hazánkban. Értékét jelentősen befolyásolják a lokális időjárási hatások (pl. légköri túlfeszültség, azaz villám vagy szél), melyek nem teszik lehetővé az elosztóhálózat-üzemeltetők egymással való összehasonlítását.